# Никола Сръндак
Никола Сръндак е български революционер, един от водачите на Нишкото въстание от 1841 година.

## Биография
Роден е в село Горни Душник (община Гаджин хан) в Източна Сърбия. Командва самостоятелен въстанически отряд, към който присъединил и своите 1000 души въстаници от Видинския санджак. Като селски старейшина при село Еминова Кутина е начело на въстаническия лагер в района на клисурата на Кутинската река. След последвалия разгром на дружината му и въстанието се изтегля в Сърбия.
Никола Сръндак през 1842 – 1843 година се намира в затвора, където е изпратен от сръбските власти. Успява да избяга от тъмницата и отправя апел към Русия за помощ. През 1849 годна сформира нова чета, но отново е арестуван. След освобождаването си се включва в подготовката на въстанието в Северозапдана България. С тази чета се ангажира с пропаганда в полза на бунта. През месец юни 1850 година, тежко ранен, отново е арестуван от сръбските власти. Изпртен е в затвора в Гургусовац, където най-вероятно намира смъртта си.
Според един доклад на министъра на външните работи на Сърбия Аврам Петрониевич от 23 август 1840 г. до турското правителство като възможен четник на Никола Сръндак е сочен Пуйо войвода.